# Boys Meet U
Boys Meet U é o segundo álbum de estúdio em japonês da boy band sul-coreana Shinee, lançado em 26 de junho de 2013 no Japão pela EMI Records Japan. Este é o primeiro lançamento do grupo sob o selo da Universal Music Japan como resultado da dissolução da EMI e absorção da Universal Music em abril de 2013.

## Antecedentes e lançamento
Quatro das canções do álbum, "Sherlock", "Dazzling Girl", "1000nen, Zutto Soba ni Ite..." e "Fire", foram lançadas como singles A-side no Japão. Outra faixa, "Breaking News", foi ao ar no Tokyo FM durante o Yamada Hisashi's Radian Limited F. A versão curta do vídeo da música Breaking News, foi lançado em 21 de junho de 2013 no canal oficial no Youtube da Universal Music Japan. A lista completa de faixas do álbum e sua visualização na forma de um medley foi lançada em 23 de junho de 2013.
O álbum foi lançado em três versões, a versão padrão do CD, uma versão CD + DVD e uma edição limitada que contém um CD, um DVD e um livro de fotos.

## Lista de faixas
| N.º            | Título                                                         | Letras                        | Música                                                                           | Duração |  |
| 1.             | "Password"                                                     | Natsumi Kobayashi             | Niclas Lundin, Maria Marcus, Andreas Moe, Hiten Bharadia                         | 4:52    |  |
| 2.             | "Breaking News"                                                | Hidenori Tanaka, agehasprings | Steven Lee, Drew Ryan Scott, Andreas Oberg                                       | 3:38    |  |
| 3.             | "Dazzling Girl"                                                | Sara Sakurai, Rx              | Drew Ryan Scott, Rob. A!, Justin Trugman, Jaakko Manninen, Walter Afanasieff, Rx | 3:32    |  |
| 4.             | "1000年、ずっとそばにいて…" (1000nen, Zutto Soba ni Ite...)    | Junji Ishiwatari              | Jimmy Richard, Steven Lee, The Goldfingerz                                       | 4:16    |  |
| 5.             | "Run With Me"                                                  | Kanata Okajima                | Peter Habib, Adam Nierow, Erika Nuri                                             | 3:21    |  |
| 6.             | "Kiss Yo"                                                      | Sara Sakurai                  | Anders Wigelius, Erik Wigelius                                                   | 4:14    |  |
| 7.             | "君がいる世界" (Kimi ga Iru Sekai (The World Where You Exist)) | H.U.B                         | Dapo Torimiro, Jamie Houston                                                     | 3:22    |  |
| 8.             | "Keeping Love Again"                                           | Sara Sakurai                  | Darren Martyn, Shikita                                                           | 3:54    |  |
| 9.             | "BURNING UP!"                                                  | Sara Sakurai                  | Steven Lee, Paul Drew, Greig Watts, Pete Barringer, Jorge Mhondera               | 3:35    |  |
| 10.            | "Sherlock"                                                     | Natsumi Kobayashi             | Rocky Morris, Rufio Sandilands, Thomas Eriksen, Thomas Troelsen                  | 3:57    |  |
| 11.            | "Fire"                                                         | Junji Ishiwatari              | Akiko Shikata, Bach Logic, Erik Lidbom                                           | 3:36    |  |
| 12.            | "I'm With You"                                                 | H.U.B.                        | Sammy Naja, Drew Ryan Scott, Josef Salimi                                        | 4:05    |  |
| Duração total: | Duração total:                                                 | Duração total:                | Duração total:                                                                   | 45:57   |  |

## Desempenho nas paradas

### Oricon
| Oricon Chart         | Posição | Vendas de estreia                | Total de vendas | Certificação |
| -------------------- | ------- | -------------------------------- | --------------- | ------------ |
| Daily Albums Chart   | 2       | 36,402 (Diário) 56,215 (Semanal) | 69,010+         | RIAJ: Ouro   |
| Weekly Albums Chart  | 2       | 36,402 (Diário) 56,215 (Semanal) | 69,010+         | RIAJ: Ouro   |
| Monthly Albums Chart | 8       | 36,402 (Diário) 56,215 (Semanal) | 69,010+         | RIAJ: Ouro   |
| Yearly Albums Chart  | —       | 36,402 (Diário) 56,215 (Semanal) | 69,010+         | RIAJ: Ouro   |

### Outros charts
| País   | Chart                                      | Melhores posições |
| ------ | ------------------------------------------ | ----------------- |
| Japão  | Billboard Japan Adult Contemporary Airplay | 31                |
| Japão  | Billboard Japan Hot Top Airplay            | 53                |
| Japão  | Billboard Japan Hot Singles Sales          | 2                 |
| Japão  | Billboard Japan Hot 100                    | 2                 |
| Taiwan | G-Music Asia Chart                         | 2                 |
| Taiwan | G-Music Combo Chart                        | 10                |
| Taiwan | G-Music J-POP Chart                        | 2                 |
| Taiwan | Hit FM’s Asia Chart                        | 3                 |